# Petit Piton
Pour les articles homonymes, voir Piton (homonymie).
Le Petit Piton est l'une des deux montagnes qui surplombent la baie de la Soufrière dans le sud-ouest de Sainte-Lucie. Le Petit Piton se situe au milieu de la baie, au sud de la ville de Soufrière et au nord du Gros Piton.
Cette montagne culmine à 739 m d'altitude, ce qui en fait le troisième relief de Sainte-Lucie après le mont Gimie et le Gros Piton.

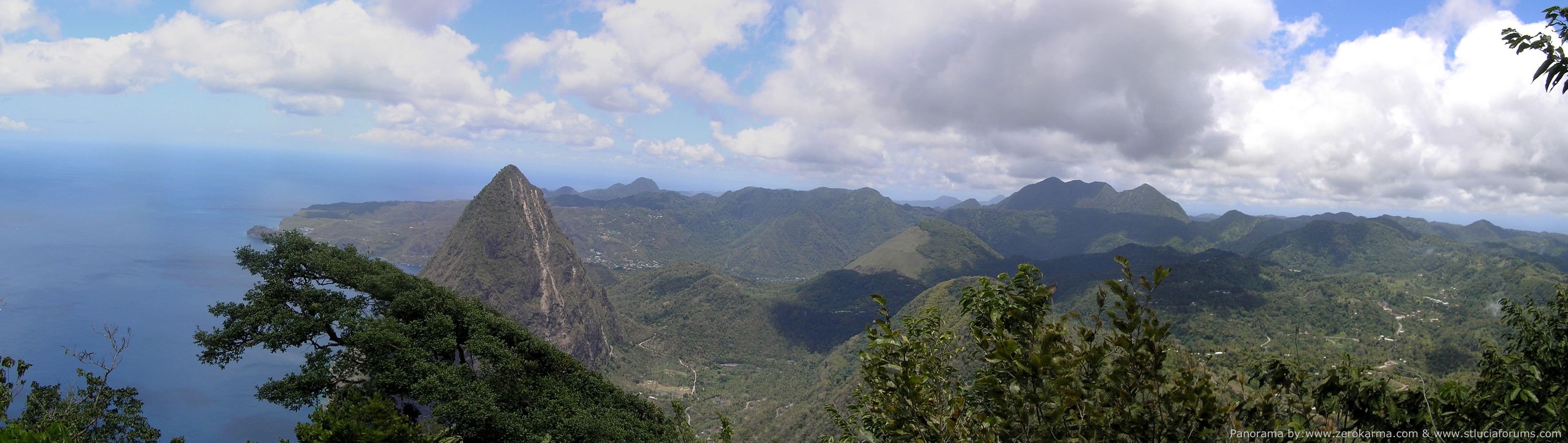
Vue panoramique du Petit Piton depuis le sommet du Gros Piton.